# Psilopa pulchripes
Psilopa pulchripes är en tvåvingeart som beskrevs av Friedrich Hermann Loew 1878. Psilopa pulchripes ingår i släktet Psilopa och familjen vattenflugor. Inga underarter finns listade i Catalogue of Life.